# Atlantic Beach (Florida)
Atlantic Beach es una ciudad ubicada en el condado de Duval en el estado estadounidense de Florida. En el Censo de 2010 tenía una población de 12.655 habitantes y una densidad poblacional de 376,55 personas por km².

## Geografía
Según la Oficina del Censo de los Estados Unidos, Atlantic Beach tiene una superficie total de 33.61 km², de la cual 9.05 km² corresponden a tierra firme y (73.07%) 24.56 km² es agua.

## Demografía
Según el censo de 2010, había 12.655 personas residiendo en Atlantic Beach. La densidad de población era de 376,55 hab./km². De los 12.655 habitantes, Atlantic Beach estaba compuesto por el 82.48% blancos, el 10.81% eran afroamericanos, el 0.51% eran amerindios, el 1.88% eran asiáticos, el 0.13% eran isleños del Pacífico, el 1.39% eran de otras razas y el 2.8% pertenecían a dos o más razas. Del total de la población el 5.37% eran hispanos o latinos de cualquier raza.